# Конкуренција (економија)
Конкуренција (енгл. Competition) представља ривалитет, надметање између појединаца предузетника и привредних субјеката ради постизања бољег положаја на тржишту, ради стицања већег прихода, ради борбе за нове купце, односно борба за своје пословне интересе.
Здрава конкуренција је надметање пословних субјеката да се учини један корак више, у пружању услуга купцу, побољшању производа, побољшање услова продаје и сервиса, побољшање промоције и дистрибуције производа и услуга. Тиме пословни субјекти стичу и бољи положај на тржишту (преимућство), али је и боља услуга/производи за кориснике/купце.